# Лим Пустынь
Лим Пустынь (арм. Լիմ անապատ; также известный как Лмна Пустынь) — армянский монастырь, расположенный к северо-востоку от озера Ван, на острове Лим (нынешний Адир в современной Турции). Был частично разрушен османской армией в 1915 году.

## История
Рукопись, датируемая XIII—XV вв. указывает на то, что пустынь была основана до 884 года. Она оставалась действующим монастырём и скрипторием вплоть до XX века. В XVII веке у Лима было около шестидесяти монахов.
Монастырский комплекс строился на протяжении длительного времени. Точная дата основания монастыря неизвестна, однако основной вид он приобрёл к XIV веку. По некоторым данным первые постройки появились в IV веке. Церковь святого Григория была завершена в начале XIV века. В XVIII веке добавлен притвор.
Владения Лима охватывают весь остров, включая огороды, сады, кладбище и хозяйственные постройки.

### Скрипторий
У монастыря был собственный скрипторий. Большая часть рукописей была сожжена или брошена в воду в 1538 году султаном Гогья. Впоследствии скрипторий постепенно пополнялся и в 1693 году насчитывал 3124 тома, в основном рукописей. Около 1900 года коллекция насчитывала 550 рукописей и около 3000 печатных томов. Лим был разграблен в 1848, 1896 годах и последний раз в 1915 году. Музей-институт Матенадаран содержит 306 рукописей из Лима.

## Устройство монастыря
Монастырь состоял из церкви святого Григория, которая была перестроена в 1301 году католикосом Захарием I Ахтамарским. Были церкви Пресвятой Богородицы и Святого Карапета. Имелся обширный притвор с четырьмя центральными колоннами, построенный у западного входа в церковь в 1766 году, которому предшествовала колокольня. А также была часовня Святого Сиона с единственным нефом, увенчанным куполом, примыкающим к притвору с северной стороны.

## Разрушение
В 1915 году общины пустыни и жителей Васпуракана, укрывавшиеся на острове, были вырезаны, церковные предметы разграблены, рукописи и мощи святых Геворга и Саака Партева, хранившиеся Лиме, уничтожены.
Церковь Святого Григория еще стояла в 1950-х годах, но с тех пор почти полностью разрушена. Частично обрушился притвор, колокольня была снесена. Видны следы взрыва. Кладбище обыскали и разорили. Однако часовню Святого Сиона все еще можно увидеть.

## Галерея

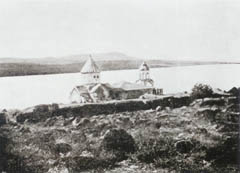
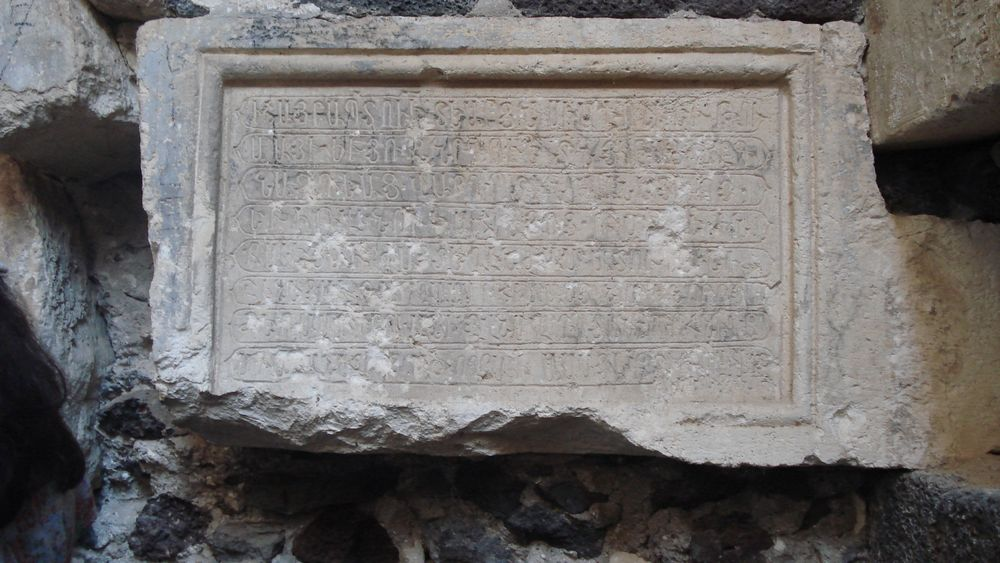
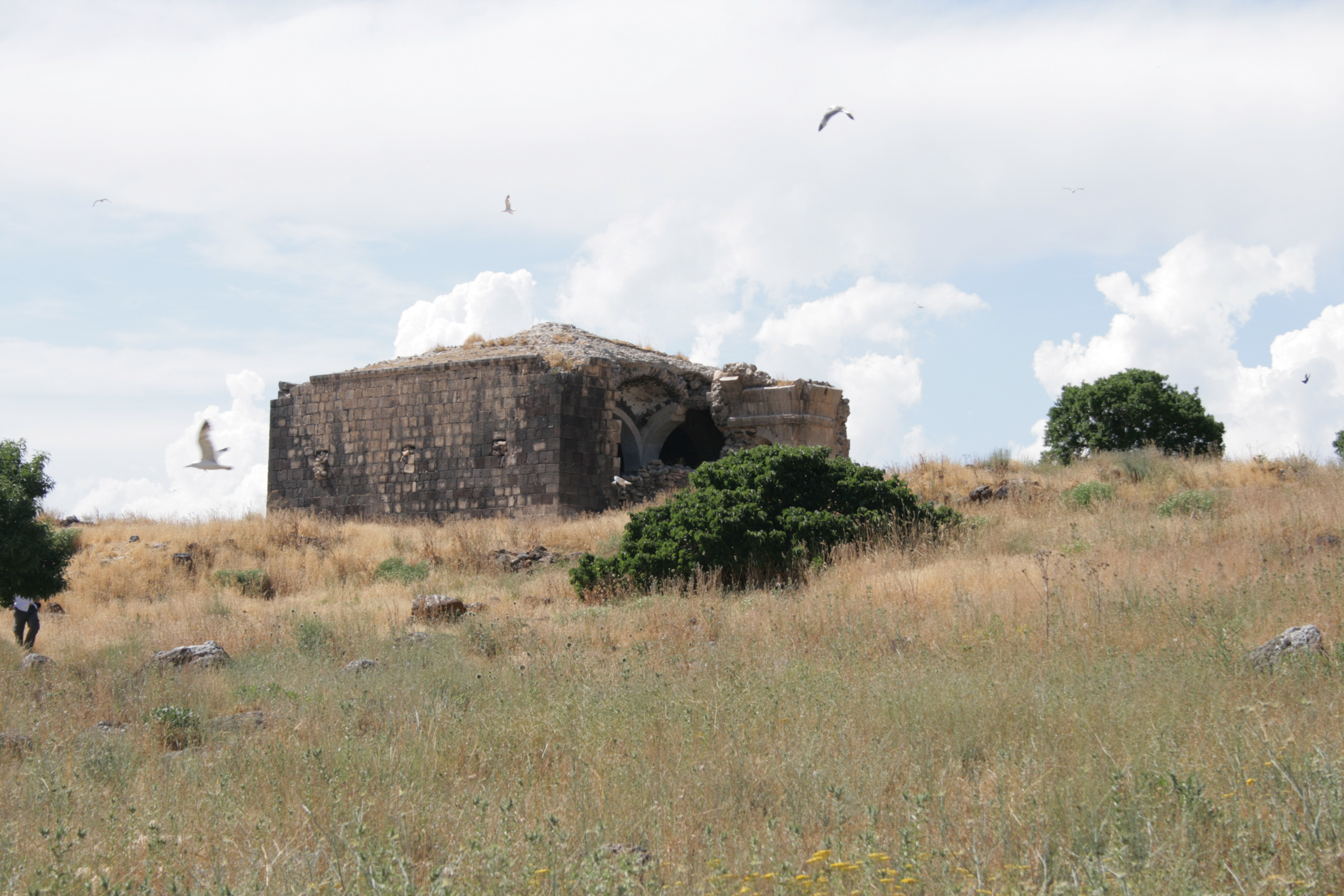
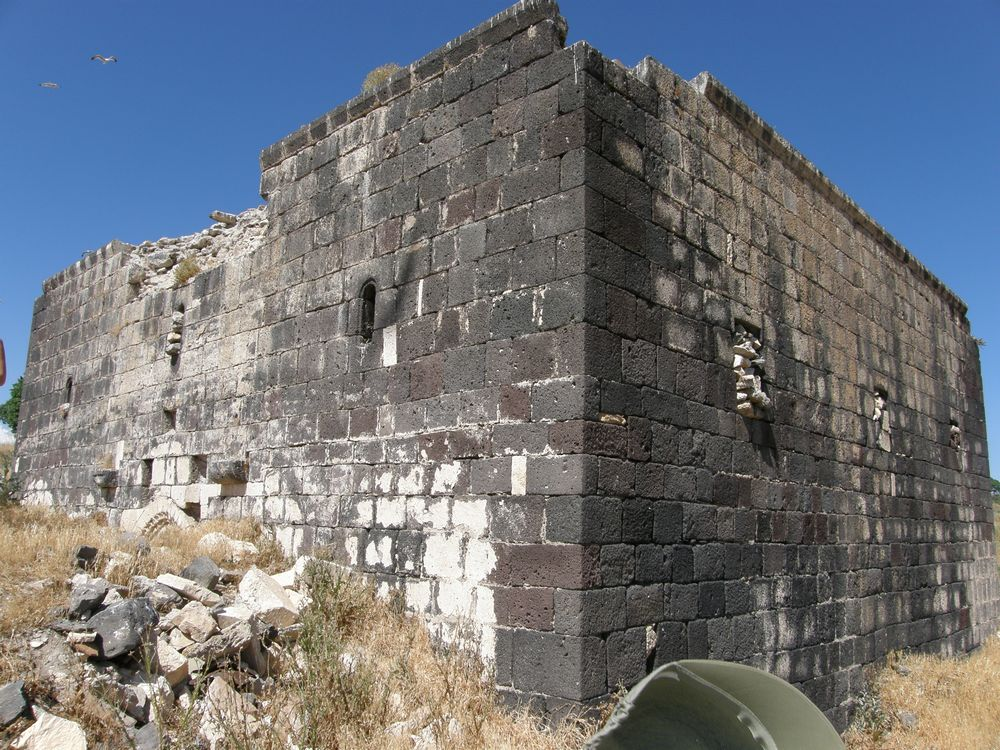
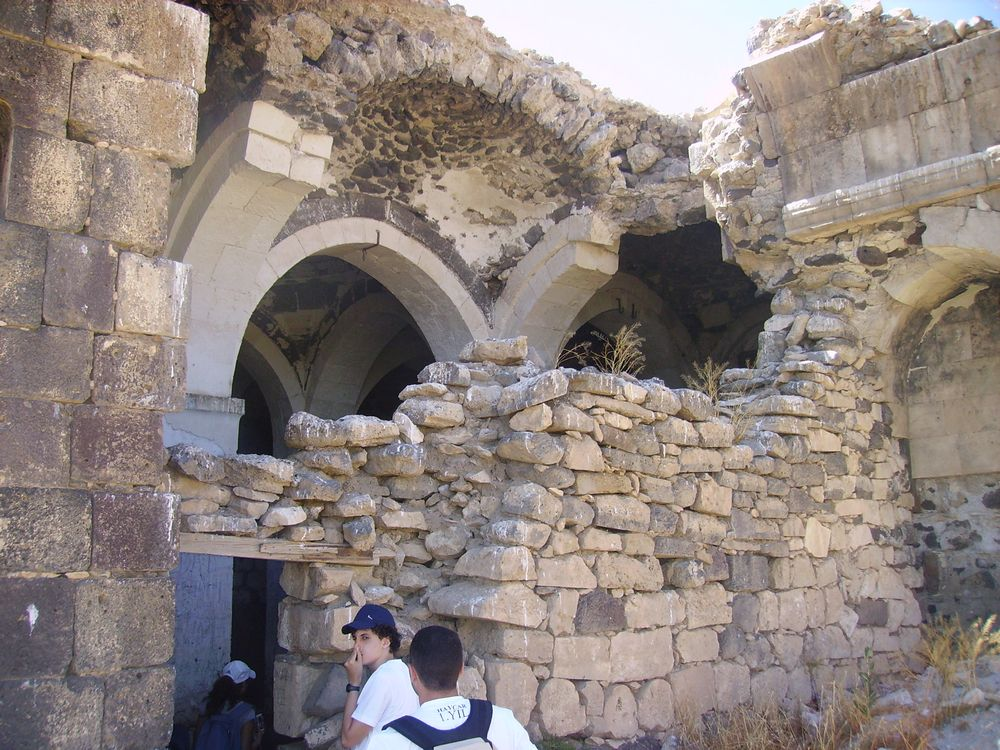